# Renato I de Nápoles
Renato I de Nápoles (Castelo de Angers, 16 de janeiro de 1409 - Aix-en-Provence, 10 de agosto de 1480), também conhecido como Renato de Anjou e o Bom Rei Renato (em francês: Le bon roi René), foi duque de Anjou, Conde de Provença (1434-1480), Duque de Bar (1430-1480), Duque de Lorena (1431-1453), rei de Nápoles (1438-1442; titular 1442-1480), titular como Rei de Jerusalém (1438-1480) e de Aragão (1466-1480) (incluindo a Sicília, Maiorca e Córsega). Ele era o pai de Margarida de Anjou, rainha consorte de Henrique VI de Inglaterra, uma figura-chave na Guerra das Rosas.

## Casamentos e filhos
René casou com:
- Isabel da Lorena (1400 - 28 de fevereiro de 1453), em 1420
- Joana de Laval, em 10 de Setembro de 1454, na Abadia de São Nicolau, em Angers

De Isabel teve:
- João II de Lorena (1425-1470);
- Renato (1426);
- Luís de Anjou (1427, Nancy - 1443), Marquês de Pont-à-Mousson;
- Nicolau (1428, Nancy);
- Iolanda (2 de novembro de 1428 - 23 de fevereiro de 1483), casou com 1445, em Nancy, com Frederico II de Vaudémont;
- Margarida (23 de Março de 1430 - 25 de Agosto de 1482), casou com Henrique VI de Inglaterra;
- Carlos (1431-1432);
- Isabel;
- Luísa (1436);
- Ana (1437).

Ele também teve filhos ilegítimos:
- João, Marquês de Pont-à-Mousson;
- Joana Blanche, Senhora do Mirebeau;
- Madalena, Condessa de Montferrand.